# FairTax
 (signalé en août 2025).
Si vous disposez d'ouvrages ou d'articles de référence ou si vous connaissez des sites web de qualité traitant du thème abordé ici, merci de compléter l'article en donnant les références utiles à sa vérifiabilité et en les liant à la section « Notes et références ».
- Archive Wikiwix
- Bing
- Cairn
- DuckDuckGo
- E. Universalis
- Gallica
- Google
- G. Books
- G. News
- G. Scholar
- Persée
- Qwant
- (zh) Baidu
- (ru) Yandex
- (wd) trouver des œuvres sur Wikidata

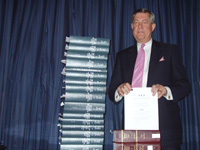
Le représentant John Linder tenant le Fair Tax Act de 2007.

La « FairTax » est un projet de loi américain qui prévoit de supprimer le service fédéral de perception des impôts (Internal Revenue Service), et de remplacer tous les impôts sur le revenu perçus par le gouvernement fédéral des États-Unis (taxes sur les traitements et salaires, impôts sur les sociétés, impôts sur les plus-values, droits de succession, impôt sur la donation), par une unique taxe sur la vente (sales tax), de 23 %, contre actuellement une moyenne de 6 %, selon les états.
Il est déposé régulièrement au Congrès des États-Unis depuis 1999, mais n'a pas été mis aux voix.
La critique la plus forte est que le poids de l’impôt porterait plus sur les personnes de faibles revenus, alors que les personnes de hauts revenus contribueraient beaucoup moins, car en proportion consommant moins de biens et services.